# Inoffizielle Ringer-Weltmeisterschaften 1911
Die in heutiger Wertung Inoffiziellen Ringer-Weltmeisterschaften 1911 waren vier Turniere in Stuttgart, Berlin, Dresden und Wien, von denen jedes für sich in Anspruch nahm, die wahre Weltmeisterschaft zu sein. Sie wurden jeweils als Meetings im Ringen und Stemmen parallel zu Weltmeisterschaften im Gewichtheben ausgetragen. Die Ringer wurden in jeweils vier Gewichtsklassen unterteilt. Gerungen wurde im damals üblichen griechisch-römischen Stil. Die offiziellen Ringer-Weltmeisterschaften 1911 waren bereits im März 1911 in Helsinki ausgetragen worden.

## Inoffizielle Ringer-Weltmeisterschaften 1911, Stuttgart
Das Turnier fand vom 29. bis zum 30. April 1911 in Stuttgart statt.

## Ergebnisse

### Kategorie bis 60 kg
| Platz | Land            | Sportler         |
| ----- | --------------- | ---------------- |
| 1     | Deutsches Reich | Hans Lachnit     |
| 2     | Deutsches Reich | H. Kohler        |
| 3     | Deutsches Reich | Richard Kissling |
| 4     | Deutsches Reich | M. Rittberger    |
| 5     | Deutsches Reich | J. Müller        |
| 6     | Deutsches Reich | B. Dertinger     |

### Kategorie bis 70 kg
| Platz | Land            | Sportler        |
| ----- | --------------- | --------------- |
| 1     | Deutsches Reich | Jakob Hörger    |
| 2     | Deutsches Reich | H. Kettner      |
| 3     | Deutsches Reich | Franz Reitmeier |
| 4     | Deutsches Reich | Jean Spiegel    |
| 5     | Deutsches Reich | A. Gäntner      |
| 6     | Deutsches Reich | E. Kienss       |

### Kategorie bis 85 kg
| Platz | Land            | Sportler        |
| ----- | --------------- | --------------- |
| 1     | Deutsches Reich | Wilhelm Wied    |
| 2     | Deutsches Reich | Heinrich Bohlen |
| 3     | Deutsches Reich | Karl Groß       |
| 4     | Deutsches Reich | Julius Mönch    |
| 5     | Deutsches Reich | Karl Schub      |
| 6     | Deutsches Reich | Peter Öhler     |

### Kategorie über 85 kg
| Platz | Land            | Sportler        |
| ----- | --------------- | --------------- |
| 1     | Deutsches Reich | Jakob Neser     |
| 2     | Deutsches Reich | Jean Hauptmanns |
| 3     | Deutsches Reich | A. Laichinger   |
| 4     | Deutsches Reich | Hermann Gäßler  |
| 5     | Deutsches Reich | Heinrich Bohlen |
| 6     | Deutsches Reich | Johann Winkler  |

## Inoffizielle Ringer-Weltmeisterschaften 1911, Berlin
Das Turnier fand vom 13. bis zum 14. Mai 1911 in Berlin statt.

## Ergebnisse

### Kategorie bis 60 kg
| Platz | Land            | Sportler     |
| ----- | --------------- | ------------ |
| 1     | Deutsches Reich | Erich Kockel |
| 2     | Deutsches Reich | Max Hippe    |
| 3     | Deutsches Reich | Hille        |

### Kategorie bis 70 kg
| Platz | Land            | Sportler       |
| ----- | --------------- | -------------- |
| 1     | Schweden        | Axel Frank     |
| 2     | Deutsches Reich | Hermann Schulz |
| 3     | Deutsches Reich | Zeidlitz       |

### Kategorie bis 85 kg
| Platz | Land            | Sportler           |
| ----- | --------------- | ------------------ |
| 1     | Deutsches Reich | Karl Paulini       |
| 2     | Dänemark        | Harald Christensen |
| 3     | Deutsches Reich | Wirrer             |

### Kategorie über 85 kg
| Platz | Land                    | Sportler             |
| ----- | ----------------------- | -------------------- |
| 1     | Großfürstentum Finnland | Alex Järvinen        |
| 2     | Deutsches Reich         | A. Lehmann           |
| 3     | Schweden                | Anders Ahlgren       |
| 4     | Dänemark                | Søren Marinus Jensen |

## Inoffizielle Ringer-Weltmeisterschaften 1911, Dresden
Das Turnier fand vom 24. bis zum 27. Juni 1911 in Dresden statt.

## Ergebnisse

### Kategorie bis 60 kg
| Platz | Land            | Sportler       |
| ----- | --------------- | -------------- |
| 1     | Deutsches Reich | R. Walter      |
| 2     | Deutsches Reich | Georg Andersen |
| 3     | Deutsches Reich | Hugo Haese     |

### Kategorie bis 70 kg
| Platz | Land            | Sportler        |
| ----- | --------------- | --------------- |
| 1     | Deutsches Reich | Georg Helgerth  |
| 2     | Deutsches Reich | Karl Günzel     |
| 3     | Dänemark        | Frederik Hansen |

### Kategorie bis 85 kg
| Platz | Land        | Sportler           |
| ----- | ----------- | ------------------ |
| 1     | Dänemark    | Harald Christensen |
| 2     | Niederlande | J. Reindermann     |

### Kategorie über 85 kg
| Platz | Land            | Sportler         |
| ----- | --------------- | ---------------- |
| 1     | Deutsches Reich | Hermann Gäßler   |
| 2     | Deutsches Reich | Karl Hertel      |
| 3     | Niederlande     | Barend Bonnevald |

## Inoffizielle Ringer-Weltmeisterschaften 1911, Wien
Das Turnier fand vom 29. Juni bis zum 2. Juli 1911 in Wien statt.

## Ergebnisse

### Kategorie bis 60 kg
| Platz | Land       | Sportler            |
| ----- | ---------- | ------------------- |
| 1     | Österreich | Heinrich Rauss      |
| 2     | Österreich | Ferdinand Planegger |
| 3     | Österreich | Peter Kokotowitsch  |
| 4     | Österreich | Otto Schwab         |
| 5     | Österreich | Josef Bleicher      |
| 6     | Böhmen     | Jaroslav Tichy      |

### Kategorie bis 70 kg
| Platz | Land       | Sportler           |
| ----- | ---------- | ------------------ |
| 1     | Österreich | Peter Kokotowitsch |
| 2     | Österreich | Andreas Mrosek     |
| 3     | Österreich | Alfred Prinz       |
| 4     | Österreich | Leopold Glattauer  |
| 5     | Österreich | Alfred Winter      |
| 6     | Österreich | Leopold Zwicker    |

### Kategorie bis 85 kg
| Platz | Land       | Sportler           |
| ----- | ---------- | ------------------ |
| 1     | Dänemark   | Harald Christensen |
| 2     | Österreich | Karl Barl          |
| 3     | Österreich | Johann Trestler    |
| 4     | Österreich | Alois Toduschek    |
| 5     | Österreich | Karl Schmidt       |
| 6     | Österreich | Martin Zander      |

### Kategorie über 85 kg
| Platz | Land            | Sportler      |
| ----- | --------------- | ------------- |
| 1     | Ungarn          | Tibor Fischer |
| 2     | Deutsches Reich | Karl Freund   |
| 3     | Österreich      | Franz Mileder |
| 4     | Österreich      | Josef Panzer  |
| 5     | Österreich      | Josef Brosch  |
| 6     | Österreich      | Franz Wagner  |